# Fixeren (kunst)
Fixeren is een behandelmethode waarbij houtskool- of pasteltekeningen worden bespoten met een materiaal (het fixatief), dat het verstuiven van de losse pigmentkorrels tegengaat.
De meeste fixatieven zijn polyvinylacetaatharsoplossingen of acrylemulsies. 
Bij het fixeren van pastelkrijt kan een fixatief de kleuren veranderen en donkerder maken. Fixatief wordt meestal aangebracht als het te fixeren werk gereed is, maar het is ook mogelijk om tussentijds lagen te fixeren.